# Warren McCulloch
Pour les articles homonymes, voir McCulloch.
Warren Sturgis McCulloch, né le 16 novembre 1898 à Orange (New Jersey) et mort le 24 septembre 1969 à Cambridge (Massachusetts) est un chercheur en neurologie américain.

## Biographie
Il est l'initiateur des rencontres interdisciplinaires, dites Conférences Macy, qui réunirent certains des plus grands esprits de l'époque entre 1942 et 1953 et qui furent à l'origine de la cybernétique.
Il a établi la propriété suivante : lorsqu'un neurone cérébral A est relié directement à un neurone cérébral B, il existe toujours une liaison, soit directe soit indirecte, allant également de B vers A.
Il fut le chef des laboratoires de la faculté de médecine à Harvard Chicago avant de poursuivre sa carrière au MIT. En 1943, il écrit avec Walter Pitts « A logical calculus of the Ideas Immanent in Nervous activity », Bulletin of Mathematical Biophysics, University of Chicago Press. En introduisant le caractère de « tout ou rien » dans la description de l’activation du système neuronal, il situe celui-ci dans la catégorie des modèles logiques (ceci l'amènera à la théorie des automates et ouvrira à l’élaboration d’automates «auto-régulés » ). Comme Alan Turing, il considère les fonctions de l’esprit comme une fonction mathématique (un opérateur transformant des entrées en des sorties). Il propose l'idée de « neurones aléatoires ». Cette approche n’est plus simplement behavioriste (qui ne s’intéresse qu’aux entrées et sorties : stimuli ⇒ réponses), mais aussi structuro-fonctionnaliste. Une de ses conférences « Finality and form in Nervous activity » fut publiée en 1952.
McCulloch fut un grand lecteur de Charles Sanders Peirce et des fondateurs de la philosophie analytique tels Bertrand Russell, Ludwig Wittgenstein, et George Edward Moore. Il fut également un lecteur attentif d’Être et temps de Heidegger.
Il eut pour collaborateurs deux pionniers de l'intelligence artificielle, Marvin Minsky et Seymour Papert. Ses idées influencèrent notamment le philosophe et cybernéticien allemand Gotthard Günther.